# Зяблик звичайний

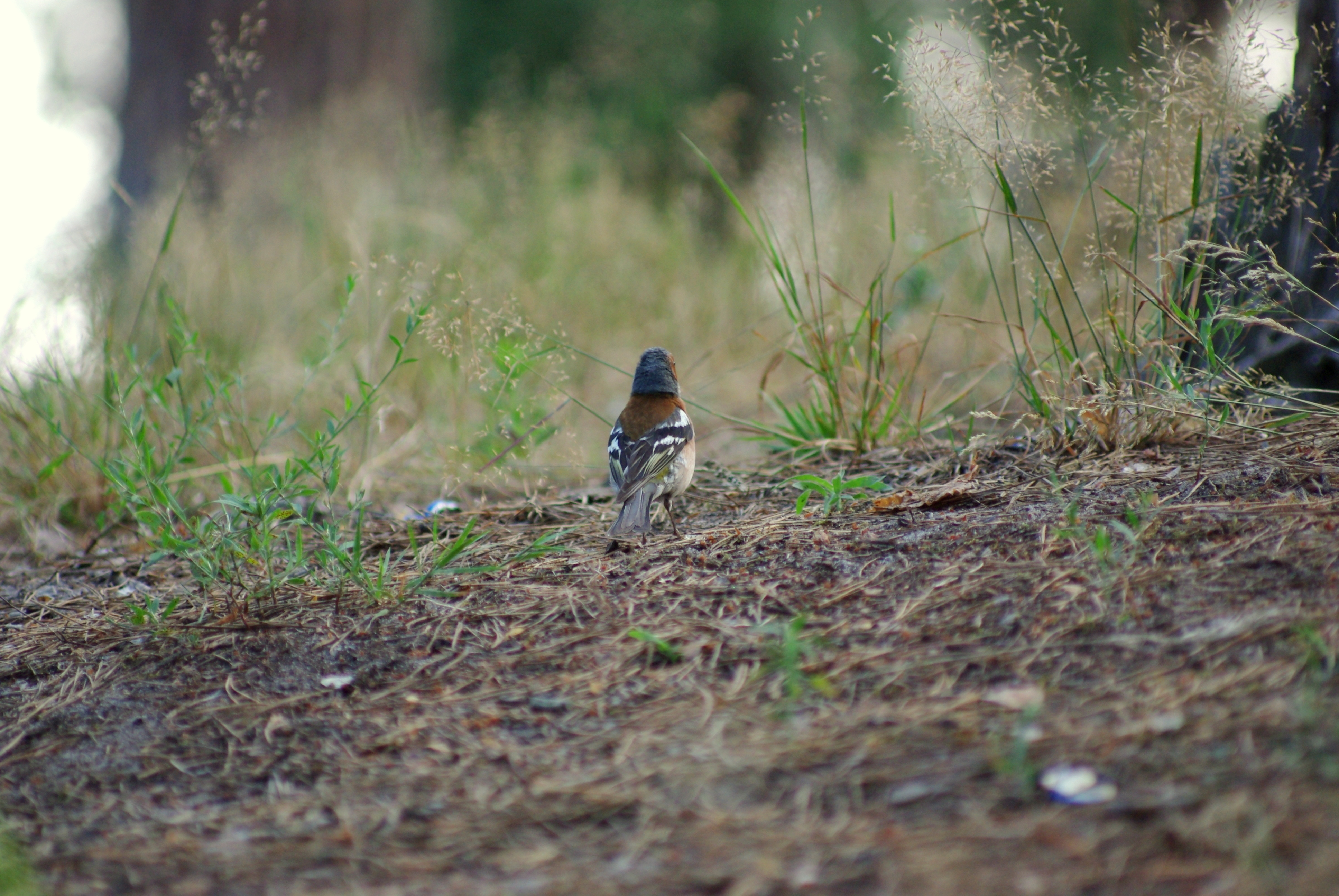

Зя́блик звичайний (Fringilla coelebs) — співочий птах родини в'юркових (Fringillidae), дуже численний та поширений на території Європи, західної Азії, північної Африки, Канарських островах і Мадейрі. На Тенерифе і Гран-Канарія співіснує із спорідненим ендемічним видом, блакитним зябликом. Дуже численний в Україні.

## Етимологія
Назва «зяблик» (прасл. *zęba) походить від застарілого слова зябнути — «мерзнути», «відчувати холод». Вона пов'язана зі спостереженою здатністю зяблика ліпше переносити холод порівняно з іншими перелітними птахами. Цю ж особливість відбиває і його латинська назва fringilla (раніша форма frigilla) — від лат. frigus («холод»).

## Опис

### Морфологічні ознаки
Розміром зяблик трохи менший за горобця. Довжина приблизно 14 см, розмах крил 24 — 28 см, вага 18-29 г.  Забарвлення, оперення у самця яскраве (особливо в шлюбний період): голова синювато-сіра, спина коричнева із зеленим, воло і груди буро-червоні, на крилах великі білі плями; забарвлення самиць тьмяніше.

### Пісня

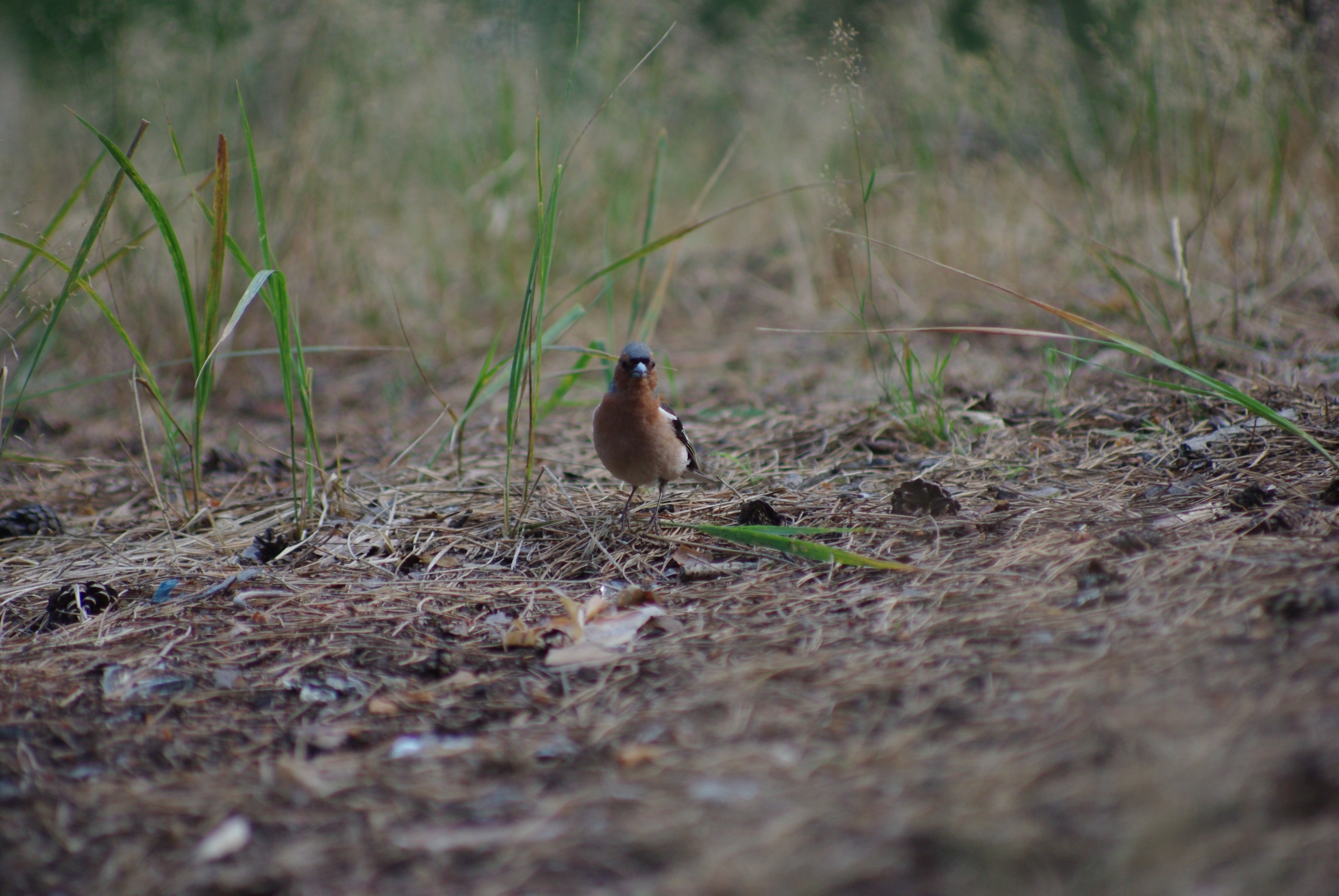

Зазвичай видова пісня зяблика представлена треллю, що закінчується «розчерком» (коротким різким звуком) наприкінці. Трелі передують початкові, тонші свистячі звуки. Тому пісню зяблика можна розділити на три послідовні частини — заспів, виведення трелі, розчерк. Така структура пісні характерна для всіх дорослих самців (самиці не співають). Вся пісня зазвичай триває близько 2 — 3 с, після паузи (7 — 10 с) пісня знову повторюється. Молоді самці зяблика (першолітки) мають спрощену, однорідну по структурі видову пісню (субпісню), в якій не виділяються три описані частини. Подібна ж субпісня впродовж всього життя може бути присутньою у самиць зяблика. Передбачається, що розвиток нормальної видової пісні у самців відбувається під дією тестостерона (статевого гормону). Нормальна (складна і диференційована) структура видової пісні отримується молодими самцями (після того, як підіймуться на крило) в результаті навчання — копіювання пісні старших самців свого виду, а також «взаємного навчання» самців-однолітків — перекличка. Пісні можуть змінюватися (пісенна імпровізація), причому створюються різні варіанти (типи) видової пісні, добре помітні при перегляді на сонограмі. Репертуар одного зяблика може включати 1—6 (до 10) варіантів пісні, що виконуються по черзі. Зазвичай самці при співі в групі виконують тільки 2—3 типи пісень; у популяції можна зустріти в середньому 20 типів видової пісні. Подібна вокальна мінливість спостерігається у багатьох видів горобцеподібних птахів. Через дзвінку пісню зябликів часто тримають у неволі.

## Особливості біології

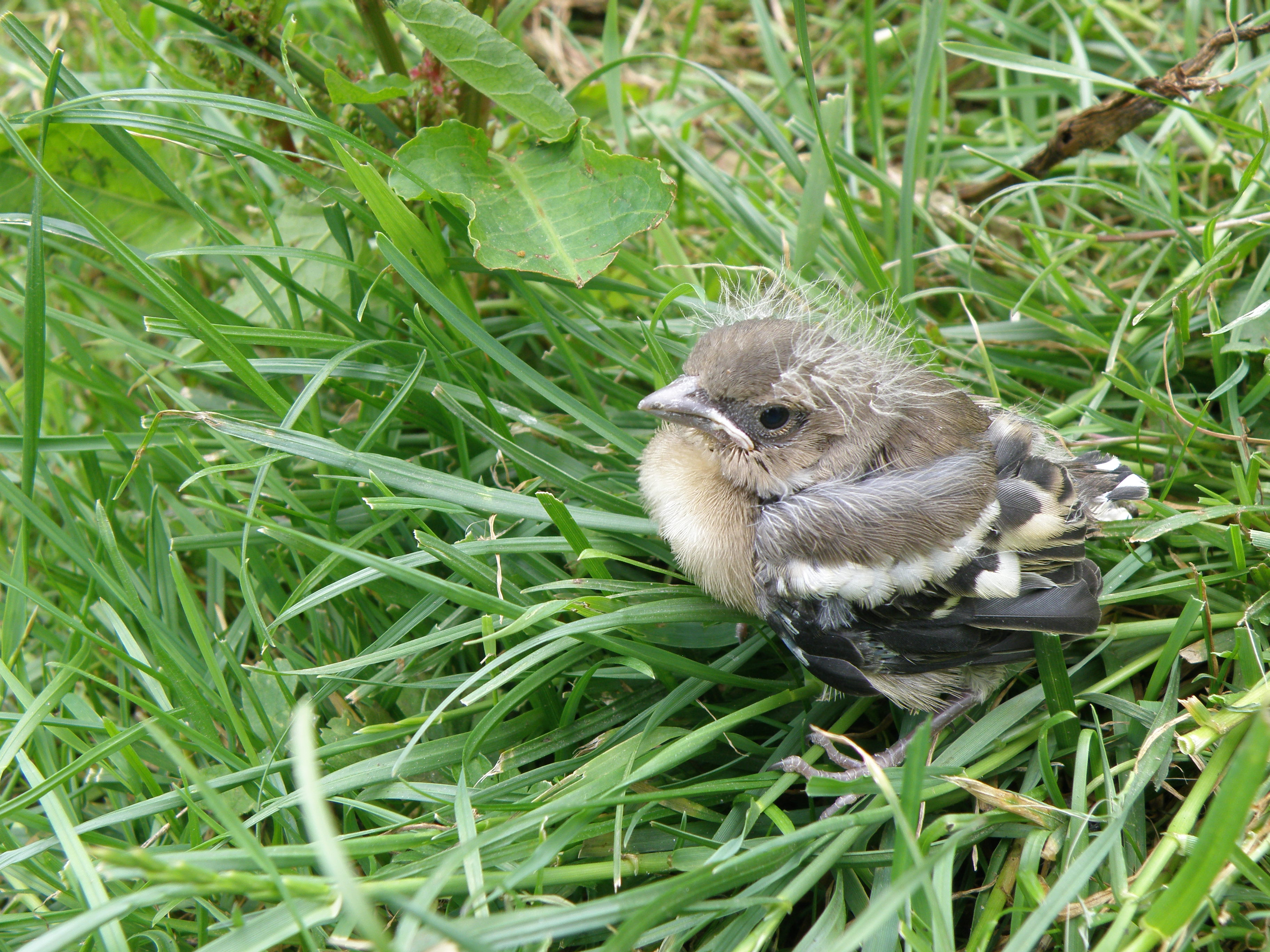
Пташеня зяблика

Гніздиться і мігрує по всій території України, регулярно зимує на півдні та в Закарпатті, окремі особини і групи птахів взимку трапляються на решті території країни.
Мешкає в лісах і парках всіх типів, часто біля самого житла людини. Гнізда будує на деревах, маскуючи їх мохом і лишайниками. Іноді відкладає яйця двічі протягом літа. У кладці 3-6 голубуватих з цятками яєць. Яйця висиджують самиці упродовж 10–16 днів. Пташенята вилуплюються голими, безпорадними і сліпими. За 11-18 днів оперюються, батьки годуватимуть молодих птахів ще три тижні.
Живляться насінням і зеленими частинами рослин, влітку — також комахами й іншими безхребетними, якими вигодовують і пташенят.

## Розмноження

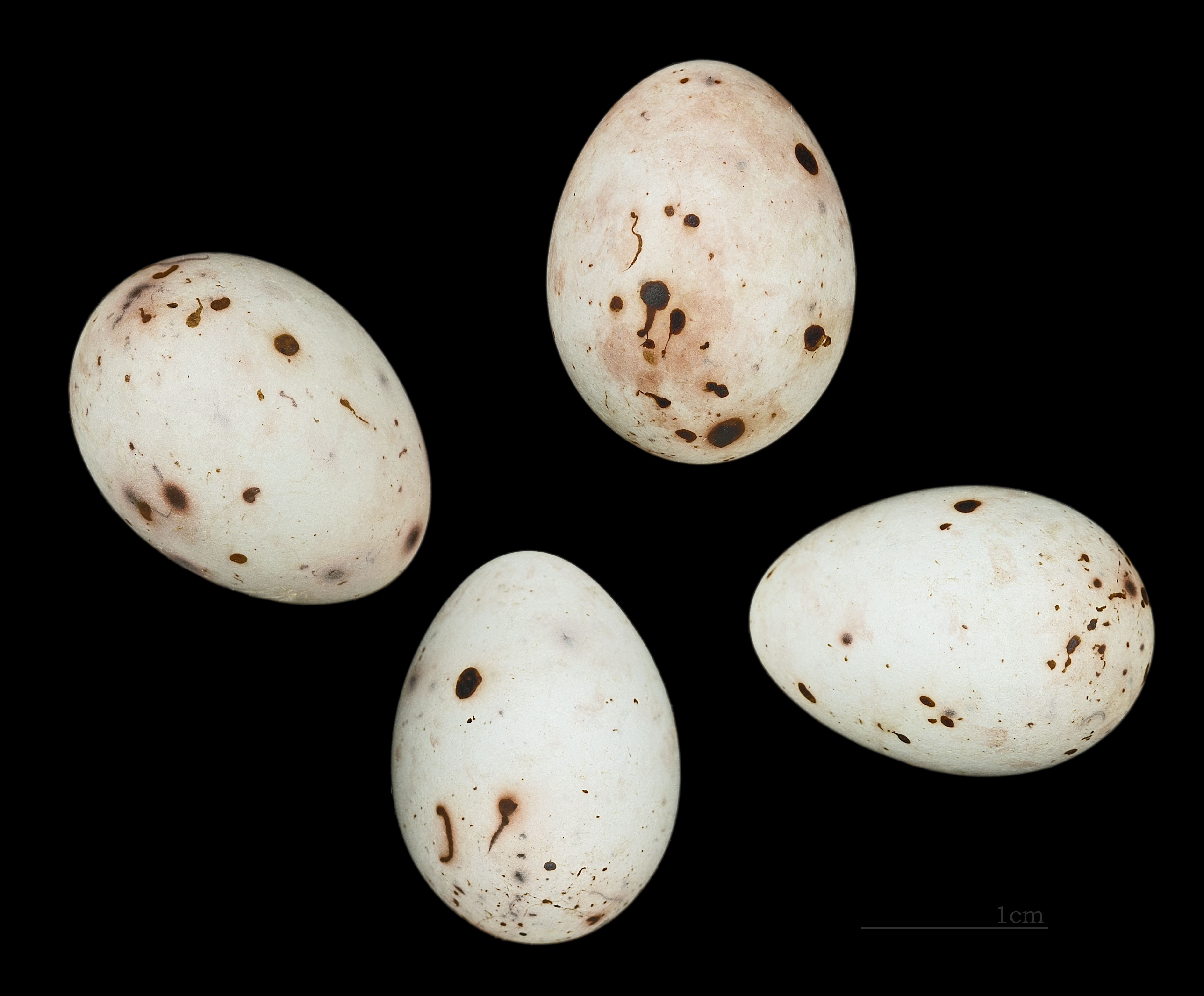
Кладка зяблика в оологічній колекції

Зяблики часто полігамні — запліднивши одну самицю, самець може злучатися і з іншою. Хоча в турботі про пташенят більшу участь беруть самиці, самці також долучаються до вигодовування (навіть якщо пташенята — потомство іншого самця), охороняють територію, попереджають про присутність хижака (тривожний позив або звук «хьют-хьют»).
Тривалість життя — 3 роки.